# Archimimus
Archimimus – postać charakterystyczna dla ceremonii pogrzebów sarmackich. Była to osoba odgrywająca rolę zmarłego (jego sobowtór). W trakcie ceremonii osoba ta wjeżdżała konno, kruszyła kopię o trumnę i upadała symbolizując śmierć. 